# Иванчины-Писаревы
Иванчины-Писаревы — русский дворянский род.
Их предок, Семён Писарь, выехал, по сказанию древних родословцев, из Польши к великому князю Василию Васильевичу. От сыновей его пошли Писаревы, Скорняковы-Писаревы и род Иванчиных-Писаревых. Василий Иванчин-Писарев в смутное время убит под Тушиным; трое Иванчиных-Писаревых погибли во время бунта С. Разина.
Род внесён в VI часть дворянской родословной книги Московской и Харьковской губернии.

## Известные представители
- Иванчин-Писарев Иван Васильевич - каширский городовой дворянин (1627-1629).
- Иванчин-Писарев Иов Петрович - стряпчий (1676), стольник (1678-1692).
- Иванчин-Писарев Богдан Иванович - стряпчий (1658-1676), стольник (1677-1686)[2].
- Иванчин-Писарев, Александр Иванович (1849—1916) — русский журналист и деятель народнического движения.
- Иванчин-Писарев, Николай Дмитриевич (1794—1849) — русский писатель.